# Alejandra Basualto
María Alexandra Basualto Pearcy, más conocida como Alejandra Basualto (Rancagua, 1944) es una escritora chilena que ha incursionado en los géneros de poesía, cuento y novela. Es también conductora de talleres literarios.

## Biografía
Alejandra Basualto nació en Rancagua, pero su infancia transcurrió en el Valle de Elqui. Sus primeros años de estudios fueron en internados de La Serena, donde tempranamente aprendió a leer con los versos de Gabriela Mistral. A los doce años emigró a Santiago, donde le tocó vivir en una casona de Ñuñoa, propiedad del escritor Luis Enrique Délano. Allí encontró algunos borradores de sus obras en el escritorio donde hacía sus tareas escolares. Es la edad en que Alejandra, inspirada en los versos mistralianos y en la obra del escritor que habitó la casa antes de su llegada, comienza a escribir con regularidad, especialmente en diarios de vida.
En agosto de 1969 asiste, como público, a sesiones del Encuentro de Escritores Latinoamericanos en la casa central de la Universidad de Chile, organizado por la Sociedad de Escritores de Chile (Sech). Entusiasmada por los invitados al encuentro, que tuvo como partícipes a escritores tan destacados como Juan Rulfo, José María Arguedas, Augusto Roa Bastos, entre otros, Alejandra consolida su vocación de escritora.
Al año siguiente, junto a las fotografías de Luis Ladrón de Guevara, quien fuera su novio en ese entonces, publicó su libro de poemas “Los ecos del sol”. Poco tiempo después se casaría con el fotógrafo.
Desde 1978 hasta 1987 participó en diversos talleres literarios: Miguel Arteche, Alfonso Calderón, José Donoso, Eduardo Gudiño Kieffer y Pía Barros. En 1980 ingresa a estudiar Literatura en la Universidad de Chile. Cinco años después obtiene el grado de Licenciada en Literatura, luego de defender la tesis “La simbología del agua en la poesía de Miguel Arteche”.

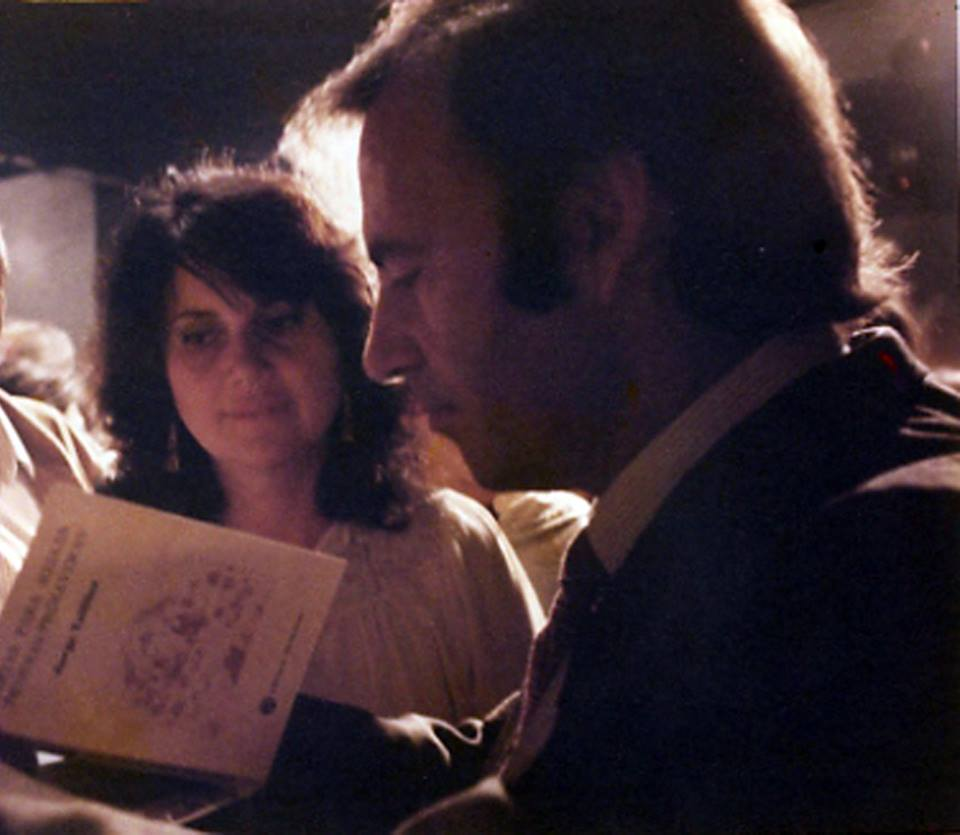
Alejandra Basualto y el poeta Jorge Teillier en la presentación del poemario "Cartas para reinas de otras primaveras" (1985)

Alejandra comienza a dictar talleres literarios en 1984 en el Instituto Cultural “Talleres 619”, dirigido por el pintor René Poblete. A partir de 1987 forma parte activa de los movimientos literarios de la época. Ese año, invitada por la escritora Pía Barros, participa en la organización, y en una mesa redonda sobre narrativa de mujeres en Chile, del I Congreso Internacional de Literatura Femenina Latinoamericano, desarrollado en Santiago.
En 1988 inicia su propio taller literario, La Trastienda, impartiendo la enseñanza en los géneros de Poesía y Cuento, el cual continúa hasta hoy. Ese mismo año publica su primer libro de cuentos “La mujer de yeso”.
Con la llegada de la democracia comienza a participar en la Sociedad de Escritores de Chile. Allí forma parte de comité editorial de la revista “Simpson siete”.
En 1990 participa del Encuentro de Narradores en Valdivia, organizado por el Ministerio de Educación y el Proyecto de Educación para la democracia (PRED), con la ponencia "El papel del escritor en la sociedad contemporánea". Los textos son publicados con el auspicio del PRED en 1991, Santiago.
En 1991 participa en la organización del Congreso “Juntémonos en Chile” iniciativa de la SECH, donde trabaja en el evento junto al escritor Jaime Valdivieso, seleccionando a los poetas y narradores que forman parte del libro antológico que representa a los escritores chilenos.
Ese mismo año publica el libro de cuentos “Territorio exclusivo”, instada por el escritor Antonio Avaria, quien fuera integrante del jurado del Concurso de Cuentos Alonso de Ercilla y Zúñiga (1989), donde Alejandra obtuvo el Primer Lugar por su cuento “El pez dorado”, el que fue incluido en la publicación.
En 2000 viaja a Estados Unidos, invitada como profesora visitante a la Universidad de Humboldt, en California. Allí permanece por un semestre. A su regreso, publica el libro de poemas “Casa de citas”. Sobre esta obra, el académico y poeta Andrés Morales escribió: “Este es, quizás, el libro más “metapoético” de la autora. Como dice en su “Invitación”, la poeta ha habitado muchas casas que han sido fundamentales en su vida, pero aquí, estas casas son también la multiplicidad de autores que ha leído y que le han acompañado a lo largo de su trayectoria literaria. Desde William Blake hasta Juan Carlos Onetti, desde Blanca Varela a Dylan Thomas… No se trata de un “ejercicio cultista” como alguno pensaría, sino de entender, al decir de Jorge Luis Borges, que la poesía es un entramado, un tejido o un palimpsesto donde siempre hay un origen y una continuidad”.
Ese mismo año Alejandra Basualto ingresa a la Corporación Cultural Letras de Chile, donde participa en actividades como los Encuentros de microcuentos “Sea breve por favor”, en la organización de concursos literarios, entre otros. En dos oportunidades ha formado parte del Directorio.
En el año 2011, Alejandra participa, junto a otros poetas, en una lectura con motivo del lanzamiento del disco del conjunto musical González & Los Asistentes, a la cual el invitado especial fue el Premio Nacional Raúl Zurita.
Alejandra pública, el año 2012, “Invisible, viendo caer la nieve” novela sobre el exilio. Sobre esta obra, Diego Muñoz Valenzuela opinó que “actúa como un caleidoscopio que integra vidas y visiones fragmentarias, sumándolas dentro de un sistema mayor que representa un grupo de personas que sufren las consecuencias de la persecución, la represión y el exilio, o bien que pretenden ignorar esta realidad o justificarla. De este modo se produce una transversalidad en esta mirada a nuestra historia reciente, aunque no se trate de una observación neutral, ni mucho menos”.
Su obra ha sido traducida al inglés, francés, italiano, danés, mapudungún, rumano, búlgaro (cirílico) y bengalí, y sus poemas y cuentos han sido publicados en antologías en Chile, Estados Unidos, Canadá, México, España, Francia, Italia, Dinamarca, Rumania, Bulgaria e India.
Es viuda del fotógrafo Luis Ladrón de Guevara y madre de Cristóbal y Magdalena.

## Obras

### Poesía
- 1970: Los ecos del sol, Offset Service Editores, Santiago.
- 1983: El agua que me cerca, Ediciones Taller Nueve, Santiago.[11]
- 1993: Las malamadas, Editorial La Trastienda, Santiago. 2ª Edición, Editorial La Trastienda, Santiago (1994).[12]
- 1996: Altovalsol, Editorial La Trastienda, Santiago.[13]
- 1996: Guayacán y otros poemas/ Guayacan and other poems, poesía reunida bilingüe, con traducción de Diane Russell-Pineda, Editorial La Trastienda, Santiago.
- 2000: Casa de citas, Lom Ediciones, Santiago
- 2010: Antología personal 1970-2010, Editorial La Trastienda, Santiago.[14]
- 2017: Cuchillos, Editorial La Trastienda, Santiago
- 2017: De telarañas y puñales/ Of cobwebs and daggers, plaquette bilingüe, Cuadernos de Casa bermeja, Argentina / Mago Editores, Chile.
- 2018: Mujer cinco / Woman five, plaquette bilingüe, Cuadernos de Casa bermeja, Argentina / Mago Editores, Chile.

### En publicaciones colectivas
- 1980: Ejercicio en sol, Editorial Taller Nueve, Santiago.
- 1984: Tercera Antología del Taller Nueve, Editorial Taller Nueve, Santiago.
- 1984: Poesía Chilena Contemporánea, Antología de Miguel Arteche, Roque Esteban Scarpa, Juan Antonio Massone, Editorial Andrés Bello, Santiago.
- 1985: Antología de la Nueva Poesía Femenina Chilena, del Prof. Juan Villegas, Editorial La Noria, Santiago.
- 1986: Travesías, Ediciones Grupograma, Santiago.
- 1987: La mujer en la poesía chilena de los ’80, Editorial INCOR, Santiago.
- Antología X Concurso Nacional de Cuento y Poesía Javiera Carrera, Caja de Compensación Javiera Carrera, Viña del Mar.
- 1989: Antología de la poesía religiosa chilena, compilada por Miguel Arteche y Rodrigo Cánovas, Editorial Pontificia Universidad Católica de Chile, Santiago.
- 1990: Once poetas, antología. Editorial Alta Marea, El Tabo, Chile.
- 1991: Antología Fuera del Juego, Editorial Fértil Provincia, Santiago.
- 1993: Tres poetisas: Alejandra Basualto, Astrid Fugellie, Paz Molina, Ediciones Ateneo de Santiago.
- 1993: Antología Un ángulo del mundo, Encuentro Latinoamericano de poesía, Fundación Vicente Huidobro, Santiago.
- 1994: “Divagaciones para mano izquierda en tarde de domingo”, en Antología Mujeres de palabra, Edición y prólogo Angélica Gorodischer, Universidad de Puerto Rico, San Juan, Puerto Rico.
- 1995: Antología Fragmentos para mañana. Astrid Fugellie, Paz Molina y Alejandra Basualto.
- 1996: Veinticinco años de poesía chilena (1970-1995) Antología Teresa Calderón, Lila Calderón, Thomas Harris, Fondo de Cultura Económica, Santiago.
- 1996: Guayacan and other poems / Guayacán y otros poemas, antología bilingüe. Traducción Diane Russell-Pineda
- 1996: El tren en la poesía chilena, Edición Bibliotecas, Archivos y Museos (Dibam).
- 1997: Poemas, Edición Servicio Nacional de la Mujer, Santiago.
- 1997: Poemas de colores, Versos y Pinturas para niños hospitalizados, Hospital Roberto del Río, Fundación Integra, Servicio de Salud Metropolitano Oriente, Santiago.
- 1998: Fuegos en el umbral del milenio. II Encuentro Iberoamericano de Poesía, Facultad de Filosofía y Humanidades, Universidad de Chile, Santiago.
- 1998: Mujeres poetas de Chile: Muestra antológica 1980-1995, Linda Irene Koski, Editorial Cuarto Propio, Santiago.
- 2010: Tiempo de vivir, Antología de poesía religiosa chilena en honor del Bicentenario. Juan Antonio Massone. Ediciones Agustinianas, Santiago.
- 2010: Antología Poética de la generación del 80, Estudio, Selección y notas de Andrés Morales. Mago Editores, Santiago.
- 2013: Antología de poesía chilena II. La generación NN o la voz de los 80. Teresa Calderón, Lila Calderón, Thomas Harris.  Editorial Catalonia, Santiago.
- 2016: Palabras escondidas, Ediciones G, Santiago.
- 2017: Mirando al sur, Editorial Montecristo Cartonero.
- 2017: Vertebral, Antología poética Chile-Rumania, Editorial Signo, Santiago.

### Narrativa
- 1988: La mujer de yeso, cuentos, Ediciones Documentas, Santiago.
1991: Territorio Exclusivo, cuentos, Editorial La Tastienda, Santiago. 1999, Territorio Exclusivo / Exclusive Territory, Edición bilingüe, traducción prof. Martha J. Manier, Editorial La Trastienda, Santiago.
- 1994: Desacato al bolero, cuentos, Editorial La Trastienda, Santiago.
- 2012: Invisible, viendo caer la nieve. Novela, Editorial La Trastienda/Asterión, Santiago.
- 2017: Micropoesía, manual explicativo para escribir micropoesía, Editorial Sherezade, Santiago.

### En antologías
- 1984: Tercera Antología del Taller Nueve. Editorial Taller Nueve, Santiago.
- Antología Cuentos de mi país, Ediciones Bata, Santiago.
- 1984: Antología Cuentos de mi país, Ediciones Bata, Santiago.
- 1985: Antología Cuentos de mi país, Ediciones Bata, Santiago.
- 1986: “Échate a volar, paloma” en Antología Cuento Aparte, Ediciones Cerro Huelén, Santiago.
- 1987: "Ensacados" Antología-objeto, 26 cuentos ilustrados, Editorial Ergo Sum, Santiago.
- 1987: Antología X Concurso Nacional de Cuento y Poesía Javiera Carrera, Caja de Compensación Javiera Carrera, Viña del Mar.
- 1989: Cuando no se puede vivir del cuento, antología. Editorial Ergo Sum-Skidmore-College, New York, U.S.A., Santiago.
- "Machismo se escribe con "m" de mamá", antología 29 cuentos ilustrados, Editorial Ergo Sum, Santiago.
- “Rosas” en Brevísima relación del cuento breve en Chile, selección de Juan Armando Epple, University of Oregon, Ediciones Lar, Concepción.
- "25 cuentos" Antología, Editorial Ergo Sum, Santiago.
- 1990: “Rosas” en Brevísima Relación, Antología del microcuento hispano- americano, Edición Juan Armando Epple, University of Oregon, Mosquito Editores, Santiago.
- 1991: “Mujeres grandes” en Muestra de literatura chilena, Ediciones Sech- PRED, con motivo del Congreso Internacional de Escritores “Juntémonos en Chile”.
- 1992: Muestra de literatura chilena, con el cuento “Mujeres grandes”. Congreso Internacional de Escritores Juntémonos en Chile. Sech- Pred, Santiago.
- 1994: “Sahumerios” en Antología Mujeres de palabra, Ediciones Universidad de Puerto Rico, Puerto Rico, Editora Angélica Gorodischer.
- 1994: “Fetiches” y “Ritos” en Presente y Precedente de la Literatura de Mujeres Latinoamericanas, La Luciérnaga Editores, Guadalajara, México.
- 1995: “Enseñanza básica” en Antología Tercer Concurso Magda Portal, Lima, Perú.
- 1996: “Pajarita que eras” en Salidas de madre, Planeta, Santiago.
- 1997: “Como si fueras” en Voces de Eros, Grijalbo-Mondadori, Santiago, Editor Mariano Aguirre.
- 1999: Lenguaje Educación Media, Carmen Balart, Irma Césped, Carlos Reyes, Santillana del Pacífico, S.A., Santiago.
- 1999: “Testigo es la noche de mi padecer” en Nuevas voces hispanas, Contextos Literarios para el debate y la composición, Edición María J. Fraser-Molina, Barbara P. Fulks, Mercedes Guijarro-Crouch, Graciela Lucero-Hammer, Prentice Hall, New Jersey, USA.
- 2006: Varios microcuentos, en Segunda Antología del microcuento, prólogo y selección de Reinaldo E. Marchant, Calíope Ediciones, Santiago.
- 2007: Microcuentos en Mil y un cuentos de una línea, Selección de Aloe Azid, Micromundos, Thule Ediciones, Barcelona, España.
- 2008: Mención bibliográfica en Presencia femenina en la literatura nacional Chile 1750-2005. Lina Vera Lamperein. Edición corregida y actualizada por Ana María Vieira y Paz Molina. Editorial Semejanza, Santiago.
- 2009: “El trino del diablo” en Letras rojas. Cuentos negros y policíacos. Ramón Díaz Eterovic, compilador. Editorial LOM, Santiago.
- 2010: “El legado” en Las mujeres cuentan. Relatos de escritoras chilenas. Simplemente Editores, Santiago.
- 2010: Varios microcuentos en Arden Andes. Microficciones argentino- chilenas, Edición de Sandra Bianchi, Editorial Macedonia, Buenos Aires, Argentina.
- 2011: “El pez dorado” en Mujeres de palabra, muestra de escritoras chilenas, selección Josefina Muñoz V. Gobierno de Chile, Mineduc. Santiago.
- 2012 “XXL” en Antología Consucuento, Sernac, Santiago.
- 2012: “Recuerdo prenatal” en ¡Basta! + de 100 mujeres contra la violencia de género, Asterión Ediciones. Colección La Luna de Venegas, Santiago.
- 2012: “Zurda” en ¡Basta! + de 100 microcuentos conta el abuso infantil. Asterión Ediciones, Colección La Luna de Venegas, Santiago.
- 2014: “Callampas” en Leer por leer, microcuentos infantiles. Asterión Ediciones, Santiago.
- 2014: “La Serena, 1954: Gabriela Mistral” en Ciudad fritanga, Editorial Bifurcaciones, Santiago. Ricardo Greene, editor.
- 2015: Varios microcuentos en Arden Andes, Microficciones argentino- chilenas. Simplemente Editores, Santiago.

## Premios y reconocimientos

### Reconocimientos en poesía
- Mención Honrosa en Juegos Florales Gabriela Mistral 1989. Vicuña, IV Región.
- Mención Honrosa en Concurso de Poesía Alonso de Ercilla y Zúñiga 1988, auspiciado por la Embajada de España y el Instituto Profesional ARCIS. Santiago.
- Segundo lugar en Premio Concurso Nacional de Poesía Javiera Carrera 1987, Viña del Mar.
- Primer lugar en Premio Concurso de Poesía Vicente Huidobro Universidad de Chile 1982, Santiago.
- Mención Honrosa en Concurso Nacional de Poesía Universidad de Talca 1982.
- Segundo lugar en Premio Concurso de Poesía Apollinaire Universidad Federico Santa María 1982, Valparaíso
- Tercer lugar en Premio Certamen Nacional de Poesía Pablo Neruda 1980, Santiago
- Distinción Letras de Chile 2018 (reconocimiento que entrega anualmente la Corporación Letras de Chile a uno de sus socios escritores por la trayectoria y aporte a la literatura nacional)

### Premios en narrativa
- Mención honrosa en Concurso Consucuento 2012, auspiciado por SERNAC, Santiago.
- Beca de escritores del Consejo Nacional del Libro y la Lectura, Mineduc 2001, para la escritura de un libro de cuentos.
- Beca FONDART para escritura, corrección, producción y publicación de narrativa en 1994 y 1997.
- Mención Honrosa en Concurso de Cuentos Magda Portal 1994 por el cuento Enseñanza básica. Lima, Perú.
- Premio especial en Concurso Internacional Eliseo Diego 1994 por el cuento El trino del diablo, México.
- Mención Honrosa en Concurso de Cuentos Metro-SECH 1992, Santiago.
- Primer lugar Concurso de Cuentos Alonso de Ercilla y Zúñiga 1989, auspiciado por la Embajada de España y el Instituto Profesional ARCIS, por el conjunto de cuentos El pez dorado, publicado en 1991 con el título de Territorio Exclusivo. Santiago.
- Mención Honrosa Concurso de Cuentos Ernesto Montenegro 1988, San Felipe.
- Segundo lugar Concurso Nacional de Cuento Javiera Carrera 1987, Viña del Mar.
- Primer lugar Concurso Cuentos de mi país (Calzados Bata) 1985, Santiago.
- Mención Honrosa en Concurso Cuentos de mi país (Calzados Bata) en 1982, 1983, 1984 y 1988. Santiago.
- Mención Honrosa en Concurso Vicente Huidobro Universidad de Chile 1982, Santiago.